# Жифомон Шампобер
Жифомон Шампобер (фр. Giffaumont-Champaubert) насеље је и општина у североисточној Француској у региону Шампањ-Арден, у департману Марна која припада префектури Витри ле Франсоа.
По подацима из 2011. године у општини је живело 260 становника, а густина насељености је износила 9,23 становника/km². Општина се простире на површини од 28,16 km². Налази се на средњој надморској висини од 134 метара.

## Демографија
| 1962. | 1968. | 1975. | 1982. | 1990. | 1999. | 2011. |
| ----- | ----- | ----- | ----- | ----- | ----- | ----- |
| 269   | 398   | 174   | 215   | 227   | 234   | 260   |

График промене броја становника у току последњих година